# Атом Гука
Атом Гука относится к искусственным атомам подобных атому гелия, в котором кулоновский электрон-ядерный потенциал взаимодействия заменяется гармоническим потенциалом. Эта система имеет важное значение так как она, при определённых значениях силы взаимодействия, которая определяет гармонический потенциал, точно разрешима для основного состояния многоэлектронной задачи, что явно включает в себя электронную корреляцию. Как таковое оно даёт представление о квантовых корреляциях (пусть и в присутствии нефизического ядерного потенциала) и может выступать в качестве тест-системы для оценки точности приближённых квантово-химических методов для решения уравнения Шредингера. Название «атом Гука» возникает, потому что гармонический потенциал, используемый для описания электрон-ядерного взаимодействие, является следствием закона Гука.

## Определение
Используя атомные единицы, гамильтониан, определяющий атом Гука запишется в виде
{\displaystyle {\hat {H}}=-{\frac {1}{2}}\nabla _{1}^{2}-{\frac {1}{2}}\nabla _{2}^{2}+{\frac {1}{2}}k(r_{1}^{2}+r_{2}^{2})+{\frac {1}{|\mathbf {r} _{1}-\mathbf {r} _{2}|}}.}
Здесь, первые два слагаемых представляют собой операторы кинетической энергии двух электронов, третье слагаемое — это гармонический электрон-ядерный потенциал, и последнее слагаемое — потенциал взаимодействия электронов. Нерелятивистский гамильтониан атома гелия (при бесконечной массе ядра) отличается только заменой:
{\displaystyle -{\frac {2}{r}}\rightarrow {\frac {1}{2}}kr^{2}.}

## Решение
Уравнение Шредингера должно быть решено для двух электронов:
{\displaystyle {\hat {H}}\Psi (\mathbf {r} _{1},\mathbf {r} _{2})=E\Psi (\mathbf {r} _{1},\mathbf {r} _{2}).}
Для произвольного значения силовой постоянной, k, уравнение Шредингера не имеет аналитического решения. Однако, для счетно-бесконечного числа значений, например, k=¼, существует простая замкнутая форма решения. Несмотря на искусственный характер системы это ограничение не уменьшает полезности решения.
Для решения, нужно сделать замену переменных и перейти от декартовых координаты, (r1,r2), в координаты системы центра масс (R,u), определяемые как
{\displaystyle \mathbf {R} ={\frac {1}{2}}(\mathbf {r} _{1}+\mathbf {r} _{2}),\mathbf {u} =\mathbf {r} _{2}-\mathbf {r} _{1}.}
В рамках этого преобразования, гамильтониан становится сепарабельным, то есть слагаемое содержащее |r1 — r2| координаты двух электронов исчезает (и не появляется в какой-либо другой форме), и позволяет применить метод разделения переменных для дальнейшего нахождения волновой функции в виде {\displaystyle \Psi (\mathbf {r} _{1},\mathbf {r} _{2})=\chi (\mathbf {R} )\Phi (\mathbf {u} )}. Исходное уравнение Шредингера заменяется на систему:
{\displaystyle \left(-{\frac {1}{4}}\nabla _{\mathbf {R} }^{2}+kR^{2}\right)\chi (\mathbf {R} )=E_{\mathbf {R} }\chi (\mathbf {R} ),}
{\displaystyle \left(-\nabla _{\mathbf {u} }^{2}+{\frac {1}{4}}ku^{2}+{\frac {1}{u}}\right)\Phi (\mathbf {u} )=E_{\mathbf {u} }\Phi (\mathbf {u} ).}
Первое уравнение для {\displaystyle \chi (\mathbf {R} )} это уравнение Шредингера для изотропного квантового гармонического осциллятора с энергией основного состояния {\displaystyle E_{\mathbf {R} }=(3/2){\sqrt {k}}E_{\mathrm {h} }} и волновой функцией (ненормированной):
{\displaystyle \chi (\mathbf {R} )=e^{-{\sqrt {k}}R^{2}}.}
Асимптотически, второе уравнение также ведет себя как гармонический осциллятор в виде {\displaystyle \exp(-({\sqrt {k}}/4)u^{2})\,} и инвариантное поворотам основное состояние системы можно выразить в общем случае как {\displaystyle \Phi (\mathbf {u} )=f(u)\exp(-({\sqrt {k}}/4)u^{2})\,} для некоторых функций {\displaystyle f(u)\,}. Давно было замечено, что f(u) очень хорошо аппроксимируется линейной функцией u. Только тридцать лет после предложенной модели было найдено точное решение для k=¼, и было показано, что f(u)=1+u/2. Позже нашли множество значений k, которые приводят к точным решениям для основного состояния, как будет показано ниже.
Разлагая {\displaystyle \Phi (\mathbf {u} )=R_{l}(u)Y_{lm}} и выражая оператор Лапласа в сферических координатах,
{\displaystyle \left(-{\frac {1}{u^{2}}}{\frac {\partial }{\partial u}}\left(u^{2}{\frac {\partial }{\partial u}}\right)+{\frac {{\hat {L}}^{2}}{u^{2}}}+{\frac {1}{4}}ku^{2}+{\frac {1}{u}}\right)R_{l}(u)Y_{lm}({\hat {\mathbf {u} }})=E_{l}R_{l}(u)Y_{lm}({\hat {\mathbf {u} }}),}
и переходя к новой радиальной функции {\displaystyle R_{l}(u)=S_{l}(u)/u\,} позволяет избавиться от первой производной
{\displaystyle -{\frac {\partial ^{2}S_{l}(u)}{\partial u^{2}}}+\left({\frac {l(l+1)}{u^{2}}}+{\frac {1}{4}}ku^{2}+{\frac {1}{u}}\right)S_{l}(u)=E_{l}S_{l}(u).}
Асимптотическое поведение {\displaystyle S_{l}(u)\sim e^{-{\frac {\sqrt {k}}{4}}u^{2}}\,} предполагает поиск решения вида
{\displaystyle S_{l}(u)=e^{-{\frac {\sqrt {k}}{4}}u^{2}}T_{l}(u).}
Дифференциальное уравнение, которому удовлетворяется {\displaystyle T_{l}(u)\,}
{\displaystyle -{\frac {\partial ^{2}T_{l}(u)}{\partial u^{2}}}+{\sqrt {k}}u{\frac {\partial T_{l}(u)}{\partial u}}+\left({\frac {l(l+1)}{u^{2}}}+{\frac {1}{u}}+\left({\frac {\sqrt {k}}{2}}-E_{l}\right)\right)T_{l}(u)=0.}
Это уравнение допускает решение методом Фробениуса. То есть {\displaystyle T_{l}(u)\,} выражается в виде бесконечного степенного ряда
{\displaystyle T_{l}(u)=u^{m}\sum _{k=0}^{\infty }\ a_{k}u^{k}.}
для некоторых {\displaystyle m\,} и {\displaystyle \{a_{k}\}_{k=0}^{k=\infty }\,} которые удовлетворяют следующим рекуррентным соотношениям для коэффициентов ряда:
{\displaystyle m(m-1)=l(l+1)\,,}
{\displaystyle a_{0}\neq 0\,}
{\displaystyle a_{1}={\frac {a_{0}}{2(l+1)}},}
{\displaystyle a_{2}={\frac {a_{1}+\left({\sqrt {k}}(l+{\frac {3}{2}})-E_{l}\right)a_{0}}{2(2l+3)}}={\frac {a_{0}}{2(2l+3)}}\left({\frac {1}{2(l+1)}}+{\sqrt {k}}\left(l+{\frac {3}{2}}\right)-E_{l}\right),}
{\displaystyle a_{3}={\frac {a_{2}+\left({\sqrt {k}}(l+{\frac {5}{2}})-E_{l}\right)a_{1}}{6(l+2)}},}
{\displaystyle a_{n+1}={\frac {a_{n}+\left({\sqrt {k}}(l+{\frac {1}{2}}+n)-E_{l}\right)a_{n-1}}{(n+1)(2l+2+n)}}.}
Из двух решений уравнения для показателей степеней {\displaystyle m=l+1} и {\displaystyle m=-l} выбираем первое, поскольку оно обеспечивает регулярную (ограниченную и нормируемую) волновую функцию. Для существования простого решения нужно чтобы ряд обрывался и выбор подходящего значения k используется для получения точной замкнутой формы решения. Обрыв ряда можно проводить при различных значениях k, что определяет вид Гамильтониана. Существует бесконечное количество систем, отличающихся только гармоническим потенциалом, которые позволяют найти точное решение. Наиболее простое, решение возникает при ak = 0 при k ≥ 2, что приводит к двум условиям:
{\displaystyle {\frac {1}{2(l+1)}}+{\sqrt {k}}\left(l+{\frac {3}{2}}\right)-E_{l}=0,}
{\displaystyle {\sqrt {k}}(l+{\frac {5}{2}})=E_{l}.}
Непосредственно это накладывает условия на коэффициенты a2 = 0 и a3 = 0 соответственно, и как следствие рекуррентной связи трёх ближайших коэффициентов, все остальные члены разложения также исчезают. Решения для {\displaystyle {\sqrt {k}}\,} и {\displaystyle E_{l}\,} дает
{\displaystyle {\sqrt {k}}={\frac {1}{2(l+1)}},}
{\displaystyle E_{l}={\frac {2l+5}{4(l+1)}},}
и радиальная волновая функция принимает вид
{\displaystyle T_{l}=u^{l+1}\left(a_{0}+{\frac {a_{0}}{2(l+1)}}u\right).}
Выполняем обратное преобразование к {\displaystyle R_{l}(u)\,}
{\displaystyle R_{l}(u)={\frac {T_{l}(u)e^{-{\frac {\sqrt {k}}{4}}u^{2}}}{u}}=u^{l}\left(1+{\frac {1}{2(l+1)}}u\right)e^{-{\frac {\sqrt {k}}{4}}u^{2}},}
основному состоянию (с {\displaystyle l=0\,} и энергией {\displaystyle 5/4E_{\mathrm {h} }\,}) и приходим в итоге к
{\displaystyle \Phi (\mathbf {u} )=\left(1+{\frac {u}{2}}\right)e^{-u^{2}/8}.}
Объединения, нормируя и делая переход к начальным переменным получим функцию основного состояния:
{\displaystyle \Psi (\mathbf {r} _{1},\mathbf {r} _{2})={\frac {1}{2{\sqrt {8\pi ^{5/2}+5\pi ^{3}}}}}\left(1+{\frac {1}{2}}|\mathbf {r} _{1}-\mathbf {r} _{2}|\right)\exp \left(-{\frac {1}{4}}{\big (}r_{1}^{2}+r_{2}^{2}{\big )}\right).}
Соответствующее значение энергии основного состояния {\displaystyle E=E_{R}+E_{u}={\frac {3}{4}}+{\frac {5}{4}}=2E_{\mathrm {h} }}.

## Замечания
Точная электронная плотность для основного состояния атома Гука
{\displaystyle \rho (\mathbf {r} )={\frac {2}{\pi ^{3/2}(8+5{\sqrt {\pi }})}}e^{-(1/2)r^{2}}\left(\left({\frac {\pi }{2}}\right)^{1/2}\left({\frac {7}{4}}+{\frac {1}{4}}r^{2}+\left(r+{\frac {1}{r}}\right)\mathrm {erf} \left({\frac {r}{\sqrt {2}}}\right)\right)+e^{-(1/2)r^{2}}\right).}
Из этого мы видим, что радиальная производная от плотности исчезает в ядре. Это резко контрастирует с реальным (нерелятивистской задачей) атомом гелия, где плотность отображается в виде острого выступа на ядре в результате неограниченности кулоновского потенциала.

## Список литературы
1. ↑  Piela Lucjan. Ideas of Quantum Chemistry (англ.). — Amsterdam: Elsevier, 2007. — P. 185—188. — ISBN 978-0-444-52227-6.
2. ↑  N. R. Kestner, O. Sinanoglu. Study of Electron Correlation in Helium-Like Systems Using an Exactly Soluble Model (англ.) // Phys. Rev. : journal. — 1962. — Vol. 128, no. 6. — P. 2687—2692. — doi:10.1103/PhysRev.128.2687. — Bibcode: 1962PhRv..128.2687K.
3. ↑  S. Kais, D. R. Herschbach, R. D. Levine. Dimensional scaling as a symmetry operation (англ.) // Journal of Chemical Physics : journal. — 1989. — Vol. 91, no. 12. — P. 7791. — doi:10.1063/1.457247. — Bibcode: 1989JChPh..91.7791K.
4. 1 2  S. Kais, D. R. Herschbach, N. C. Handy, C. W. Murray, G. J. Laming. Density functionals and dimensional renormalization for an exactly solvable model (англ.) // Journal of Chemical Physics : journal. — 1993. — Vol. 99. — P. 417. — doi:10.1063/1.465765. — Bibcode: 1993JChPh..99..417K.
5. ↑  M. Taut. Density functionals and dimensional renormalization for an exactly solvable model (англ.) // Physical Review A : journal. — 1993. — Vol. 48, no. 5. — P. 3561—3566. — doi:10.1103/PhysRevA.48.3561. — Bibcode: 1993PhRvA..48.3561T. — PMID 9910020.

## Дальнейшее чтение
- Cioslowski, Jerzy. The Ground State of Harmonium (англ.) // The Journal of Chemical Physics. — 2000. — Vol. 113, no. 19. — P. 8434—8443. — doi:10.1063/1.1318767. — Bibcode: 2000JChPh.113.8434C.
- O’Neill, Darragh P.year=2003. Wave functions and two-electron probability distributions of the Hooke's-law atom and helium (англ.) // Physical Review A : journal. — Vol. 68, no. 2. — doi:10.1103/PhysRevA.68.022505. — Bibcode: 2003PhRvA..68b2505O.